# 湿疹
湿疹（英語：eczema）是一種持久和续发的皮疹，以发红、水肿、瘙痒和发干为表征，可伴有结痂、剥落、起泡、开裂、出血或渗血。這些症狀也是許多「具有明顯搔癢感的皮膚炎」的共同表現。而在其中的細分名詞，包含異位性皮膚炎、富貴手、神經性皮炎及錢幣狀濕疹、工作環境造成的接觸性皮膚炎、汗疱疹、脂漏性皮膚炎等診斷。這些非由「明確外界感染源」（細菌、黴菌）所造成的發炎，起因在人體本身的免疫系統狀態、體質狀態、皮膚狀態、外在環境氣溫溼度等綜合因素所影響造成，對於這類型「非具有明確外界感染原因」所造成的皮膚炎，在醫學上多將其症狀表現通稱為「濕疹」。在某些研究中發現注意力不足過動症（ADHD）和心臟病之類的疾病與濕疹有關。

## 类型
湿疹按性质可以分为急性湿疹、亚急性湿疹和慢性湿疹。
欧洲过敏及临床免疫学学院（EAACI）发表了一篇文献，简化了和过敏有关疾病的命名，其中包括异位性和过敏性接触湿疹。但这一提倡没有涉及非过敏性湿疹。

### 常见之湿疹
- 异位性湿疹（又称小儿湿疹、异位性皮炎）被认为具有遗传性，在家庭成员有花粉过敏、哮喘的家庭里常见。在脸部、头皮、颈部、腕部内侧、膝盖后侧、和臀部易于发现发痒的皮疹。专家提示医生们应当特别注意排除实际上是刺激性接触性皮炎的情况。这种湿疹在发达国家非常常见，并且不断增长。
- 主婦濕疹（又稱富貴手、進行性指掌角化症）多發於經常接觸水以及刺激性物品的人，如主婦、水泥工等等。在手指及手掌發病，一般不過手腕，從手指開始長出小疱疹、變厚、角質化，嚴重時皮膚乾燥、碌落甚至乾裂見血。此病一般被認為是由於皮膚過敏反應有關，最近亦有報告指為缺乏維他命A保護手部有關，因此治療時常以服食抗過敏藥治療以及外用塗抹軟膏，亦因情況而補充維他命A治療。因癥狀與較嚴重的汗疱疹相似，應由醫師判斷治療。
- 汗疱疹（又稱汗疱、汗疱濕疹）汗疱疹是一種好發於手腳的皮膚病，在手掌、手指側面及腳掌，會出現透明像珍珠樣的小水泡，水泡大小約1~5毫米，偶爾可出現大水泡，通常伴隨著中度至重度的搔癢。通常在水泡剛發時搔癢最厲害。水泡通常在2~3週消退，之後癢感下降，逐漸形成環形的脫屑或脫皮。有時病灶會變成紅斑、脫屑、苔癬化（變厚、表面粗糙）等慢性濕疹的變化。通常急性發作期最癢，患者常會忍不住去搔抓或摩擦，抓破皮以及續發性的細菌感染都可能發生。皮膚若有裂口或是續發細菌感染時，會有疼痛或壓痛的症狀。併發症包括細菌感染、蜂窩組織炎、淋巴管炎等。汗疱疹發生的原因不明，目前已知和壓力有關，許多的患者會因為情緒的壓力而導致惡化或發作。另外，悶熱也是原因之一，所以汗疱疹好發於春末及夏天。

- 在2004年1月的美國皮膚科醫學會雜誌中，有一篇文章報告五位汗疱疹的病例。這些病例在陽光中的長波紫外線（UVA）照射後，會誘發汗疱疹的發作。以此推論，對某些患者而言，悶熱以外，夏天酷熱的陽光可能也是誘發因素之一。病理切片檢查顯示，汗疱疹並未侵犯汗腺，也沒有汗腺功能異常現象，所以被稱做汗疱疹其實是個錯誤的命名。但是研究顯示，患者的局部排汗量是正常人的2.5倍。

- 國外報告，有些患者在吃到含有鎳、鉻酸鹽、新黴素、喹啉等過敏原後，會引發汗疱疹。做皮膚貼布試驗時，有28%的患者對鎳過敏、有16%的患者對鈷過敏、有20%的患者對鉻過敏。有些患者，雖然鎳、鈷、鉻等金屬的貼布試驗呈現陰性反應，但在吃到鎳、鈷、鉻時，仍會引發汗疱疹發作。所以對於口服金屬化合物敏感，加上局部的多汗，被認為是導致汗疱疹的重要原因。

## 治療
濕疹的成因並非單一因素，而是多項原因共同交互影響的結果，其中包含了人體本身的免疫機能變化（如：過敏體質）、皮膚保護能力下降、反覆受損來不及修復、在皮膚受損的情形容易產生後續的發炎感染（黴菌、細菌感染）。
避免過度清潔、強化保護保濕是根治濕疹的不二法門。

### 保濕
皮炎使皮膚嚴重乾燥，對感染區域進行保濕可以有益治療和维持自然濕潤。
保濕的药劑稱作「潤膚劑」。用法是：在最乾燥和破裂的皮膚上塗上最厚的油膏。較稀的潤膚油比如水性乳膏是一些医生傳统的處方，但是當皮膚破裂嚴重时，仍可能會使皮膚乾燥。事實上，它僅是被許可用做洗浴时肥皂的替代品。亂用「潤膚劑」可加重病情。

### 止癢
抗组胺药可以减弱濕疹發作期間的瘙癢，减少抓挠随之可减少對皮膚的破壞和刺激（瘙癢循環）。辣椒素被用于皮膚作为一種反刺激。 其他對神經傳遞有作用的药物，比如薄荷，也被發現可以减弱體内的瘙癢信號。

### 避免
- 患者應進行至敏原測試，並根據測試結果避免接觸和進食導致過敏的物質和食物。
- 避免穿羊毛內衣或尼龍質的球衣。
- 體溫過高亦會刺激皮膚。
- 避免過度清潔。建議使用單純的清水溫和沖洗患處就好，也盡量避免『搓、擦、洗等動作』，水溫的控制也是非常重要，使用溫、涼的水溫可以減少刺激、發炎充血情形發生。

### 药膏
- 复方氟米软膏是含氟米松及水杨酸的糖皮质激素复方制剂。其中氟米松作为一种局部外用糖皮质激素药物，有抗炎、抗过敏作用，而水杨酸有轻度的抗细菌及抗真菌作用，还可以促进糖皮质激素穿透到皮膚的深层部位[11]。

## 外部連結
- 中的“湿疹”